# Paratetrapedia ochronota
Paratetrapedia ochronota är en biart som först beskrevs av Jesus Santiago Moure 1993.  Paratetrapedia ochronota ingår i släktet Paratetrapedia och familjen långtungebin. Inga underarter finns listade i Catalogue of Life.